# Grand Prix-wegrace van Indonesië
De Grand Prix van Indonesië voor motorfietsen was een motorsportrace, die in 1996 en 1997 en vanaf 2022 wordt verreden en meetelt voor het wereldkampioenschap wegrace.
In 1996 en 1997 vond het evenement plaats op het Sentul International Circuit in de buurt van Bogor. Als gevolg van de Aziatische financiële crisis verdween de race van de kalender. In februari 2019 werd de terugkeer van de race aangekondigd, die vanaf 2021 plaats zou vinden op het Mandalika International Street Circuit gelegen op het eiland Lombok. Als gevolg van de coronapandemie werd de eerste race op dit circuit uitgesteld tot 2022.

Sentul International Circuit
Mandalika International Street Circuit

## Statistiek
| Editie | Seizoen | Circuit   | Klasse | Winnaar                    | Tweede                     | Derde                        | Poleposition              | Snelste ronde             |
| ------ | ------- | --------- | ------ | -------------------------- | -------------------------- | ---------------------------- | ------------------------- | ------------------------- |
| 1      | 1996    | Sentul    | 125 cc | Masaki Tokudome (Aprilia)  | Haruchika Aoki (Honda)     | Peter Öttl (Aprilia)         | Haruchika Aoki (Honda)    | Haruchika Aoki (Honda)    |
| 1      | 1996    | Sentul    | 250 cc | Tetsuya Harada (Yamaha)    | Max Biaggi (Aprilia)       | Ralf Waldmann (Honda)        | Tetsuya Harada (Yamaha)   | Tetsuya Harada (Yamaha)   |
| 1      | 1996    | Sentul    | 500 cc | Mick Doohan (Honda)        | Alex Barros (Honda)        | Loris Capirossi (Yamaha)     | Mick Doohan (Honda)       | Mick Doohan (Honda)       |
|        |         |           |        |                            |                            |                              |                           |                           |
| 2      | 1997    | Sentul    | 125 cc | Valentino Rossi (Aprilia)  | Kazuto Sakata (Aprilia)    | Jorge Martínez (Aprilia)     | Jorge Martínez (Aprilia)  | Valentino Rossi (Aprilia) |
| 2      | 1997    | Sentul    | 250 cc | Max Biaggi (Honda)         | Tohru Ukawa (Honda)        | Olivier Jacque (Honda)       | Max Biaggi (Honda)        | Max Biaggi (Honda)        |
| 2      | 1997    | Sentul    | 500 cc | Tadayuki Okada (Honda)     | Mick Doohan (Honda)        | Àlex Crivillé (Honda)        | Mick Doohan (Honda)       | Tadayuki Okada (Honda)    |
|        |         |           |        |                            |                            |                              |                           |                           |
| 3      | 2022    | Mandalika | Moto3  | Dennis Foggia (Honda)      | Izan Guevara (GasGas)      | Carlos Tatay (CFMoto)        | Carlos Tatay (CFMoto)     | Jaume Masiá (KTM)         |
| 3      | 2022    | Mandalika | Moto2  | Somkiat Chantra (Kalex)    | Celestino Vietti (Kalex)   | Arón Canet (Kalex)           | Jake Dixon (Kalex)        | Somkiat Chantra (Kalex)   |
| 3      | 2022    | Mandalika | MotoGP | Miguel Oliveira (KTM)      | Fabio Quartararo (Yamaha)  | Johann Zarco (Ducati)        | Fabio Quartararo (Yamaha) | Fabio Quartararo (Yamaha) |
|        |         |           |        |                            |                            |                              |                           |                           |
| 4      | 2023    | Mandalika | Moto3  | Diogo Moreira (KTM)        | David Alonso (GasGas)      | David Muñoz (KTM)            | Diogo Moreira (KTM)       | Iván Ortolá (KTM)         |
| 4      | 2023    | Mandalika | Moto2  | Pedro Acosta (Kalex)       | Arón Canet (Kalex)         | Fermín Aldeguer (Boscoscuro) | Arón Canet (Kalex)        | Pedro Acosta (Kalex)      |
| 4      | 2023    | Mandalika | MotoGP | Francesco Bagnaia (Ducati) | Maverick Viñales (Aprilia) | Fabio Quartararo (Yamaha)    | Luca Marini (Ducati)      | Enea Bastianini (Ducati)  |
|        |         |           |        |                            |                            |                              |                           |                           |
| 5      | 2024    | Mandalika | Moto3  | David Alonso (CFMoto)      | Adrián Fernández (Honda)   | David Muñoz (KTM)            | Iván Ortolá (KTM)         | Daniel Holgado (GasGas)   |
| 5      | 2024    | Mandalika | Moto2  | Arón Canet (Kalex)         | Ai Ogura (Boscoscuro)      | Alonso López (Boscoscuro)    | Arón Canet (Kalex)        | Arón Canet (Kalex)        |
| 5      | 2024    | Mandalika | MotoGP | Jorge Martín (Ducati)      | Pedro Acosta (KTM)         | Francesco Bagnaia (Ducati)   | Jorge Martín (Ducati)     | Enea Bastianini (Ducati)  |

## Noot
1. ↑  Officieel vond er geen telling plaats

1996 · 1997 · 2022 · 2023 · 2024 · 2025